# 阿里乞失帖木儿
阿里乞失帖木儿（？—1256年），蒙古帝国大臣，别失八里畏兀儿人。塔本之子。
乃马真后二年（1243）阿里乞失帖木儿袭父职，为兴平等处行省都元帅。其为政遵守父规，兴学养士，轻刑薄徭，同僚不敢私役一民。跟随大军伐高丽有功。蒙哥六年（1256年）去世。赠宣忠辅义功臣、荣禄大夫、平章政事、柱国，追封营国公，谥武襄。其子阿台。

## 延伸阅读
[在维基数据编辑]
 《新元史/卷131》，出自柯劭忞《新元史》